# Florence Granjus
Florence Granjus, née le 17 mai 1962 à Nanterre, est une femme politique française.
Investie par La République en marche, elle est députée de la douzième circonscription des Yvelines de 2017 à 2022.

## Biographie

### Parcours professionnel
Florence Granjus travaille pendant une trentaine d'années à l’Agence nationale pour l'emploi (ANPE), qui devient ensuite Pôle emploi, occupant diverses fonctions de directrice d’agence à la direction générale : elle est à l'origine des sessions de recrutement éclair, et a mis en place les entretiens par Internet.

### Députée de laXVelégislature
Elle rejoint le parti En Marche ! début 2016, expliquant qu'elle a été séduite par le discours « de droite et de gauche » d'Emmanuel Macron et inquiète de la montée de l'extrême droite. Début 2017, apprenant que les candidats à la députation de son parti pourront être issus de la société civile, elle décide se présenter. Le 18 juin 2017, lors du deuxième tour des élections législatives, elle devance le député sortant David Douillet et est élue députée avec 56,63 % des voix.
Du fait de l'élection, Émeric Vallespi, président de Wikimédia France, démissionne de sa présidence à Wikimédia France  et devient l'assistant parlementaire de Florence Granjus, dont il est également le suppléant. À partir de septembre 2017, Nathalie Martin, directrice exécutive de Wikimédia France et compagne d'Émeric Vallespi, devient également son assistante parlementaire. Ils sont tous deux licenciés pour faute le 22 juin 2018, et quittent LREM. Rompu aux conflits en milieu professionnel, le couple attaque l'élue pour harcèlement devant le conseil de prud'hommes de Paris. Une ancienne subordonnée de Florence Granjus à Pôle emploi annonce en 2018 témoigner en faveur du couple, affirmant elle aussi avoir été harcelée moralement. Six autres témoignages d'anciens employés l'accusent également de harcèlement moral, apportant pour preuve mains courantes et arrêts maladie. Une plainte en diffamation est déposée par la députée auprès du greffe du Tribunal de grande instance de Paris en mai 2019.
Début 2018, elle fait partie de la centaine de députés LREM qui s'opposent à une proposition de loi soutenue par le gouvernement et portant sur les conditions du placement en centre de rétention des étrangers soumis au règlement européen sur l'asile : elle met ainsi en cause le « danger de banaliser l’enfermement ». Elle fait aussi partie de la trentaine de députés de la majorité qui réclament une inflexion politique plus sociale. Elle vote contre l'augmentation de la durée maximale de séjour en centre de rétention des étrangers, rejoignant ainsi l'ensemble de la gauche qui a voté contre.
Le 5 février 2021, Florence Granjus présente un amendement, adopté par l'Assemblée nationale, de l’article 6 du projet de loi confortant le respect des principes de la République. Cet amendement fixe un cadre temporel, de 6 mois maximum, à la restitution des subventions publiques par les associations ne respectant pas le contrat d’engagement républicain .
En octobre 2021, Florence Granjus annonce à la presse son souhait de ne pas se représenter pour un second mandat en 2022, conformément à sa promesse de campagne.